# 以人名命名的星系
有少數的星系和星系集團是以個人的名字命名。在大多數的情況下，被使用的名字是第一個注意到它，或是第一位研究這個天體的人。
許多從北半球可以看見的明亮星系是以梅西耶的名字命名。例如，仙女座星系是M31和渦狀星系是M51。有幾個其他的綜合目錄編輯者的名稱也被用來命名星系，實例如藍光和紫外線過量的馬克仁星系是以班傑明·馬克仁的名字命名；在特殊星系圖集中的星系，以製作這份目錄的天文學家赫頓·阿普名字編列序號等等。將這些目錄排除在外，下面列出更多以人名命名的特殊情狀。

## 以人名命名的星系

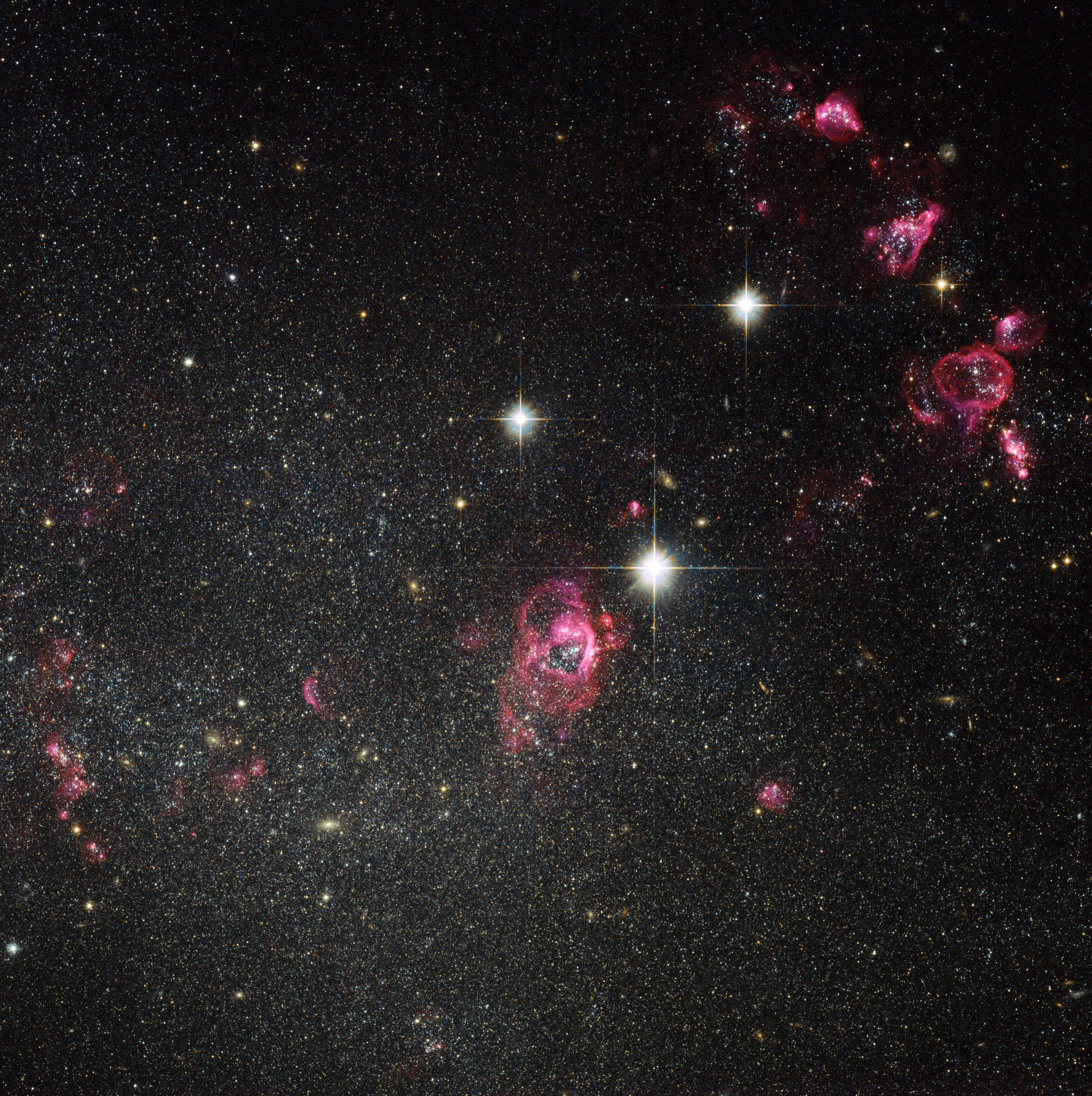
洪伯II（Holmberg II）是由炙熱氣體主導的巨大泡沫狀的矮不規則星系。

- 波德星系：就是M81，是位於大熊座，距離1,200萬光年的螺旋星系。
- 哈尼天體（Hanny's Voorwerp）：是一個性質不明的星系。
- 霍格的天體： 是一個環形的特殊星系。
- 洪伯II：是在M81星系群內，距離大約980萬光年的矮不規則星系。
- 洪伯 IX：是M81的衛星星系，分類上是矮不規則星系。
- 修茲勞的透鏡 ：是形成愛因斯坦十字的透鏡星系。
- Komossa'a object：被超大質量黑洞阻斷恆星生成的一個星系。
- 馬菲1：位於仙后座的一個巨大橢圓星系，並且是最接近地球的巨大橢圓星系。.
- 馬菲2：位於仙后座，距離大約1,000萬光年的螺旋星系。
- 馬亞爾的天體：在大熊座內，與地球相距5億光年，碰撞中的兩個星系。
- 威爾曼1：一個超低質量的矮星系。 is an ultra low-mass dwarf galaxy.
- 沃爾夫-隆達馬克-梅洛帝星系（WLM星系）：是在本星系群邊緣，位於鯨魚座的一個不規則星系。